# Ilha Bolshoy Shantar
A ilha Bolshoy Shantar (que significa "Grande Shantar") (em russo:  ,Большой Шантар, Óstrov Bolshoy Shantar) é uma ilha costeira desabitada localizada no Extremo Oriente Russo, frente às costas siberianas, em águas na parte sudoeste do mar de Okhotsk. É a maior ilha do arquipélago das ilhas Shantar. Administrativamente, pertence ao Krai de Khabarovsk da Federação Russa.
É uma ilha costeira localizada na boca da baía de Tugur, a menos de 30 km do continente. Está rodeada por outras do grupo das ilhas Shantar, sendo as mais próximas a ilha Prokofiev (7 km a leste), a ilha Maly Shantar (Pequena Shantar, 8 km a sul), a ilha Kusova (13 km a leste) e a ilha Feklistova (15 km a oeste).
Tem área de 1766 km², com 72 km de comprimento e 49 km de largura, e um grande lago de água salobra (Lago Bolshoy) no extremo norte, que está ligado ao mar através de uma estreita passagem. Peixes como o eperlano (espécies Hypomesus japonicus e H. olidus) encontram-se neste lago.
A ilha encontra-se coberta por bosques de picea.

## História
A primeira exploração de que se tem conhecimento das ilhas Shantar foi em abril de 1640, quando o explorador russo Ivan Moskvitin supostamente navegou na foz do rio Amur com um grupo de cossacos e chegou às ilhas Shantar na viagem de regresso. Moskvitin relatou as suas descobertas ao Príncipe Shcherbatov, o moscovita voivoda em Tomsk. Baseando-se nos relatos de Moskvitin, foi feito o primeiro mapa do Extremo Oriente Russo em março de 1642. 
As ilhas Shantar foram exploradas por russos entre 1711 e 1725.
Existe um plano para declarar as ilhas Shantar como Parque Nacional.